# 카를로 부치로소

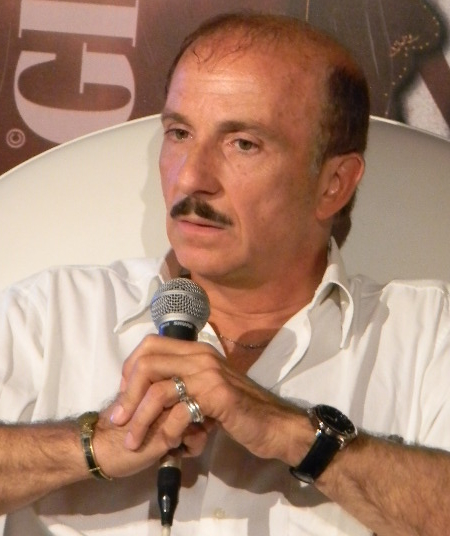

카를로 부치로소(이탈리아어: Carlo Buccirosso, 1954년 5월 1일 ~ )는 이탈리아의 배우, 극작가이다.
나폴리에서 태어났다.

## 영화
- 퍼펙트 넘버, 파이브 (2019년) - 토토 오 마셀라이오 역
- 아모레 에 말라비타 (2017년)
- 완벽에 가까운 나라 (2016년)
- 우리와 줄리아 (2015년)
- 피플 후 아 웰 (2014년)
- 그레이트 뷰티 (2013년) - 렐로 카바 역
- 프럼 더 웨이스트 온 (2010년)
- 카리브해의 여름 (2009년)
- 일 디보 (2008년)
- 아빠 얼굴 붉히지 마세요 (1992년)